# Пальмірова пальма

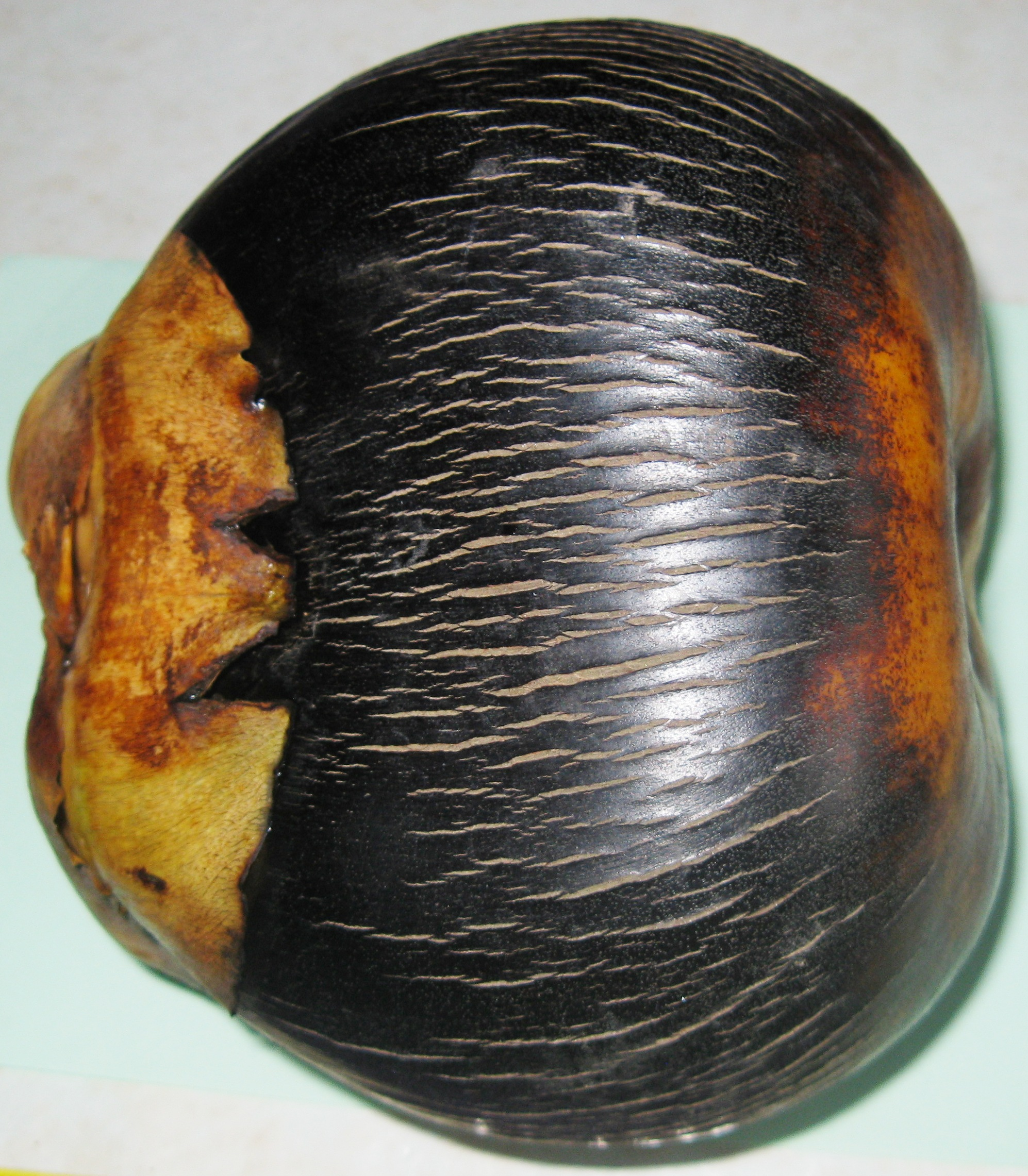
Плід пальми

 Пальмірова пальма, або Пальміра (лат. Borassus flabellifer) — деревоподібна рослина родини Пальмові.
Економічно важлива рослина, що з давніх часів культивується в Індії та Шрі-Ланці.
Дорослі рослини досягають висоти 20 м (зрідка виростають до 30 м). Мають густу крону з блакитно-зеленого листя.
Пальмірова пальма — основне джерело сировини для виробництва напою тодді (пальмового вина) та одне з ключових джерел сировини для пальмового цукру.
Широко використовується в Аюрведі, особливо для лікування хвороб печінки та селезінки.